# Manoir de Cadoudal
Le manoir de Cadoudal est un manoir situé à Plumelec dans le département du Morbihan.

## Localisation
L'édifice se situe légèrement au nord du hameau de Cadoudal, en Plumelec, dans la vallée de la Claie, qui forme le point bas de la côte de Cadoudal. Le manoir est situé à environ 2 km à vol d'oiseau au sud-sud-ouest du centre-bourg de Plumelec.

## Historique
La seigneurie de Cadoudal est établie au XIVe siècle par Olivier de Cadoudal, conseiller de Jean II de Bretagne, duc de Bretagne (un château-fort aurait existé au sommet d'une colline située au nord du village de Cadoudal). Bâtis au XVe et XVIe siècles, le corps de logis et la chapelle sont détruits au XIXe siècle ; n'en subsiste que les communs édifiés en 1699, un portail et un puits.
La seigneurie appartient successivement aux familles Trévegat, Sévigné, Guémadeuc (au XVIIe siècle), au comte de Marbeuf (à la fin du XVIIIe siècle), puis aux familles La Chapelle, du Bot, Bligny, Collin, de La Bellière et Join-Lambert.
Il est parfois avancé, quoique de manière erronée, que le général chouan Georges Cadoudal est né au manoir au XVIIIe siècle.
La façade, la porte et le mur d'enceinte sont inscrits au titre des monuments historiques par arrêté du 29 mars 1935.

## Architecture

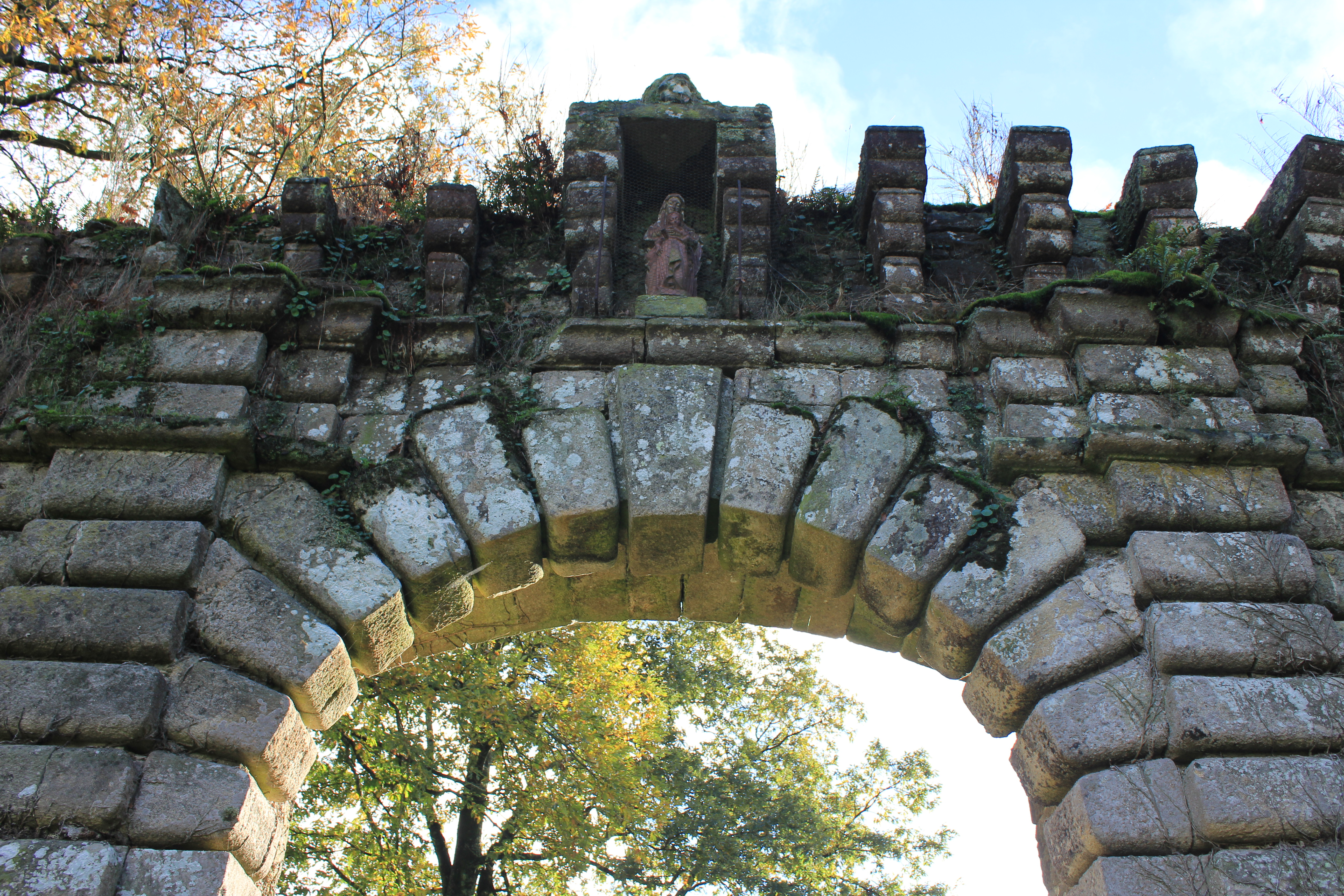
Le portail.

Les communs sont établis commun un corps de logis symétrique, présentant un des rares exemples en Bretagne d'un appareil en bossage typique de l'architecture Renaissance. Trois portes circulaires en percent la façade au rez-de-chaussée.
Le portail d'accès est également construit à gros bossage.
Le mur d'enceinte est surmonté de mâchicoulis,.